# Welford Road Cemetery (Leicester)

Welford Road Cemetery panorama cmentarza

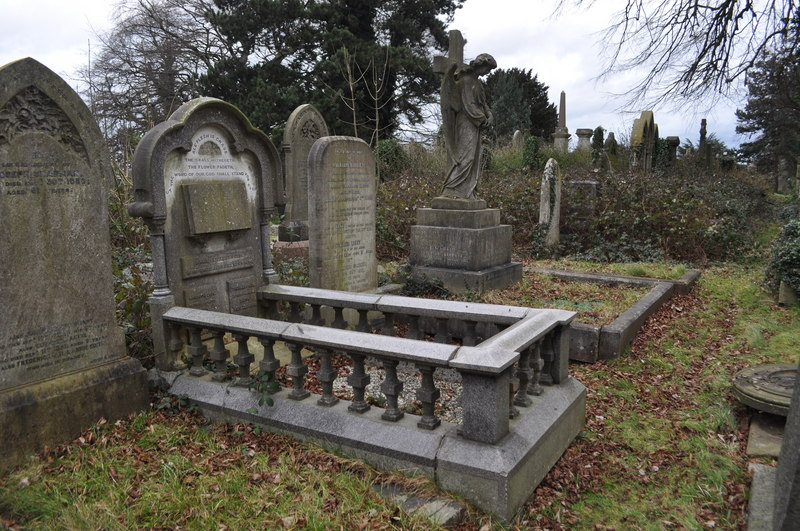
Grób Thomasa Cooka

Welford Road Cemetery – cmentarz wielowyznaniowy położony w mieście Leicester w Wielkiej Brytanii. Cmentarz powstał w 1845 roku, otwarty dla pochówku zmarłych w 1849 r. Cmentarz i budynki cmentarza zaprojektował JR Hamilton, JM Medland, projektanci również cmentarzy w Birmingham i Plymonth.
Na cmentarzu pochowani są m.in.:
- Thomas Cook  – podróżnik, założyciel pierwszego biura podróży
- Arthur Wakerley  – brytyjski architekt, przedsiębiorca, polityk
- John Flower  – angielski artysta, architekt
- William Green  – żołnierz biorący udział w wojnie napoleońskiej
- Bert Harris  – sportowiec, brytyjski kolarz
- Witold Letowt  – polski lekarz i żołnierz, oficer lotnictwa